# Bogdan Lalić
Bogdan Lalić (nascido em 8 de março de 1964) é um Grande mestre de xadrez anglo-croata. Nasceu na antiga Iugoslávia. Recebeu o título de Grande Mestre em 1988. Obteve o primeiro lugar em Pleven 1987 e Sarajevo 1988. Embora seja um membro registrado da Federação Croata, Lalic divide seu tempo jogando no estrangeiro e fazendo visitas frequentes para a Inglaterra. Foi casado com Susan Lalic, a primeira mulher inglesa a ter o título de Mestre Internacional, embora ambos estejam divorciados. O casal possui um filho, Peter, que nasceu em 1994.